# Ворона новокаледонська
Ворона новокаледонська (Corvus moneduloides) — вид горобцеподібних птахів роду Крук (Corvus) родини Воронові (Corvidae).

## Поширення
Цей вид є ендеміком Нової Каледонії. Хоча це лісовий вид, є повідомлення про проживання в савані. 

## Опис
Це середнього розміру ворона, 40 см завдовжки. Дзьоб 42–50 мм порівняно короткий. Розмах крил 241—267 мм, хвіст 170—186 мм. Вага знаходиться між 230 і 330 г. За співвідношенням ваги мозку до ваги тіла це одна з найрозумніших птахів у світі. Птах має повністю чорний вигляд з насичено-блискучим, пір'ям з фіолетовим, темно-синім і дещо зеленим переливом на світлі. Дзьоб і ноги чорні. Райдужна оболонка темно-коричневого кольору. Дзьоб середніх розмірів, але незвичайний в тому, що кінчик підклюв'я йде під кутом угору, що робить його дещо долотоподібним у профіль. Було висловлено припущення, що цей дзьоб морфологічно розвинувся внаслідок селективного тиску в необхідності тримати інструменти.

## Спосіб життя
Зазвичай живиться парами або сім'ями, але також зграями до 30 особин. Вид всеїдний і має унікальну звичку використовувати інструменти для вилучення поживи з отворів та щілин. Поживою є багато видів комах і інших безхребетних (деякі ловляться в польоті з великою спритністю, в тому числі нічних летючих комах, яких ворона ловить у сутінках), яйця і пташенят, дрібних ссавців, равликів (яких він кидає з висоти на тверді камені) і різні горіхи та насіння.

### Розмноження
Новокаледонські ворони будують гнізда високо на дереві та, як правило, висиджують 2–3 яєць з вересня по листопад.

## Загрози та охорона
Вирубки та деградації лісів по всій новій Каледонії є загрозою для цього виду. Ніяких конкретних природоохоронних заходів не було реалізовано, але популяції знаходяться в охоронних районах, таких Rivière Bleue Park. Вид введений на острів Маре (група островів Луайоте).